# Отрадное (Алтайский край)
Отра́дное — село в Кытмановском районе Алтайского края.

## История
Первые поселения на месте села Отрадное появились после отмены крепостного права, в 1870 году. Переселенцы из Вятской губернии братья Кытмановы решили обосноваться в живописном месте на берегу небольшой реки Чудотвориха. Братья построили себе дома из леса, который рос здесь же, и занялись пчеловодством.
Рядом селились другие переселенцы, в основном они были из Вятской губернии, поэтому и улица, заселённая ими, стала называться Вятской (ныне Нагорная).
Следом началось заселение других мест — Весёлый мысок (ныне начало улицы Советской), Барнаульская улица, где поселились приехавшие из Барнаула (ныне улица Весенняя). Селились и на другом берегу речушки. На месте густого осинника выросла небольшая улица. Вырубались деревья, строились дома. Так, на месте где был пихтач, выросла улица Колтома (ныне Советская).
В 1961 году указом Президиума Верховного Совета РСФСР село Чудотвориха переименовано в Отрадное.

## Население
| 1926 | 1997 | 1998 | 1999 | 2000 | 2001 |
| ---- | ---- | ---- | ---- | ---- | ---- |
| 673  | ↘439 | ↘411 | ↗417 | ↗418 | ↘396 |
| 2002 | 2003 | 2004 | 2005 | 2006 | 2007 |
| ↘329 | ↘311 | ↘293 | ↘282 | ↗284 | ↗288 |
| 2008 | 2009 | 2010 | 2011 | 2012 | 2013 |
| ↘284 | ↘254 | ↘243 | ↘242 | ↘241 | ↘215 |

В 1920-е годы деревня быстро росла и заселялась. К 1928 году в ней насчитывалось около 150 хозяйств.
К 1966 в селе насчитывалось 115 хозяйств, население составляло 497 человек,
в 1968 году — 423 жителя.

## Экономика
В 1923 году приезжие из Барнаула построили завод по переработке картофеля в Колтоме, механизмы которого приводились в движение при помощи конного привода.
Просуществовал завод около 5 лет.
Примерно в 1921—1922 годах было построено здание сельсовета. Рядом стоял маслозавод и торговая лавка.
В 1928 году в деревне создали коммуну «Победим», в которую были переданы хозяйства раскулаченных. Она просуществовала только год.
В 1930 году был создан колхоз им. Дзержинского. Когда встал вопрос о полной коллективизация всех крестьянских хозяйств, то в 1934 году был организован второй колхоз имени Чапаева из 15 единоличных хозяйств, имеющих 7 лошадей. Этот колхоз занимался разведением овец и крупного рогатого скота, в колхозе им. Дзержинского также выращивали и свиней.
Вместе с организацией колхозов были созданы МТС (Машино — тракторные станции) Колхоз им. Дзержинского обслуживался Тяхтинской МТС, колхоз им. Чапаева не обслуживался МТС, и до самого объединения в 1949 году, все работы делались на лошадях и быках. В 1932 году «дзержинцы» получили первый маломощный трактор МТЗ. Для обмолота хлебов колхозом под МТЗ давали молотилки МК.
С 1935 по 1941 годы колхозы развивались, большое внесение уделялось разведению лошадей. В 1950 году два колхоза были объединены под названием «имени Дзержинского». В ноябре 1950 года к объединённому колхозу присоединились колхозы «Путь Ленина» (с. Усково) и «Первый шаг» (пос. Проскуриха).
В 1950 году в село провели радио.
В 1952 году на мельнице р. Сунгай у Манаховой горы построили электростанцию. В 1956 году построили клуб.
В 1962 году объединились два крупных хозяйства: колхоз имени Дзержинского и колхоз им. Ленина (с. Ново — Хмелёвка) (всего 18 918 га земли).
С 1966 года колхоз ежегодно перевыполнял план продажи зерна государству, за что в 1967 году был награждён знаменем Совета министров СССР. По итогам работы за 1968 год присуждено переходящее Красное знамя Совета министров РСФСР и ВЦСПС и денежная премия в сумме 5000 рублей.
В 1970 году введена в строй государственная электростанция.
В 1972 году в Отрадном появился газ, было установлено более двадцати газовых плит.
В 1991 г. в с. Отрадном прошли районные Олимпийские игры, специально для них был построен стадион с беговой дорожкой, футбольным полем и волейбольной площадкой.
В 2001 г. колхоз был призван банкротом и прекратил своё существование.
Большинство жителей села в настоящее время остались без работы. Село постепенно разъезжается. Сельчане живут в основном на доходы от личного подсобного хозяйства.
Отрадненское лесничество, образованное в 1975 году, также переживает не лучшие времена, резко сократились объёмы производства.

## Школа
Первая школа в деревне была построена и открыта в 1926—1927 годах.
В 1952 году к двум классом Чудотворихенской начальной школы пристроили ещё три, и школа была преобразована в семилетнюю.
В 1970 году закончилось строительство новой тепловой школы из белого кирпича на 200 учащихся. Бывшая старая школа стала интернатом для учащихся из сел Усково и Кружало.
В 1978 году Отрадненская восьмилетняя школа была преобразована в среднюю. В школе обучалось 120 учащихся, создавалась материальная база для подготовки механизаторских кадров для села. Школа имела 2 трактора, 2 комбайна, плуги, сеялки и др. с/х. инвентарь. Колхоз выделил 100 га земли, это поле называлось «школьное».
В 2005 году в средней общеобразовательной школе осталось 50 учащихся, детский сад посещают 6-10 ребятишек.

## Достопримечательности
5 ноября 1967 года открыт обелиск погибшим в годы Великой Отечественной войны войнам-землякам.
В 1973 году на горе при въезде в село Отрадное построена арка, сельчане стали называть её «царские ворота».